# 蜂巣肺

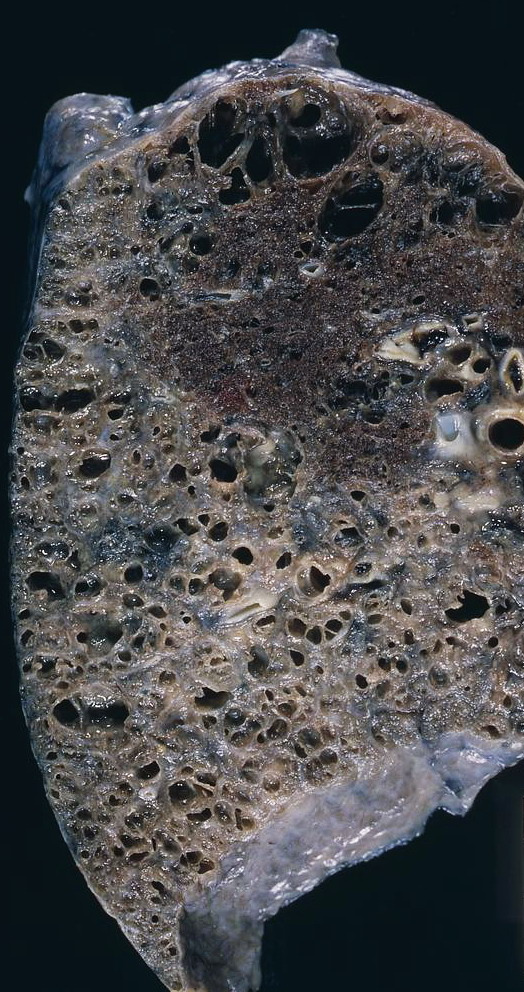
肺線維症に伴う蜂巣肺

CTにおける蜂巣肺 (ほうそうはい) または蜂窩肺 (ほうかはい) (英: honeycombing, honeycomb lung) は、通常型間質性肺炎 (英: usual interstitial pneumonia, UIP) を診断する手がかりであり、それを証明するものでもある。ATS-ERS-JRS-ALAT 2010ガイドラインによると、CTで蜂巣肺が認められる患者は外科的生検なしにUIPとの診断が可能である。CTスキャンにおいて蜂窩肺は、典型的には3～10 mm程度の直径をもったクラスター状の嚢胞腔と定義され、通常、胸膜下にあり明瞭な壁を持つ。 病理学的に、蜂巣肺は複数の線維化した肺胞の崩壊と、肺胞管と腺胞腔の拡張の両方から構成されている。蜂巣肺の定義は厳格に見えるにもかかわらず、CT上でのその識別はそれぞれの観察者によって様々である。